# Mazurówka (Brzezówka)
Mazurówka – część wsi Brzezówka w Polsce, położona w województwie małopolskim, w powiecie dąbrowskim, w gminie Szczucin.
W latach 1975–1998 Mazurówka należała administracyjnie do województwa tarnowskiego.